# IKDS
IKDS　とは、池田靖史と國分昭子が主宰する建築設計事務所。
池田靖史(イケダ ヤスシ 1961年-　） は、日本の男性建築家で、慶應義塾大学大学院政策・メディア研究科政策・メディア専攻教授。福岡県立修猷館高等学校を経て、1985年、東京大学工学部建築学科卒業。1987年、東京大学大学院工学系研究科 修士課程修了。槇総合計画事務所勤務。1995年に、株式会社池田靖史建築計画事務所設立。1996年慶應義塾大学準専任助教授。1999年から、環境情報学部大学助教授。2008年から政策・メディア研究科教授
國分昭子(コクブンアキコ 1965年-　）は日本の建築家で現在，株式会社IKDS共同代表。
1989年、東京大学工学部建築学科卒業。1989年から1997年まで、槇総合計画事務所勤務。1997年から、池田靖史建築計画事務所を共同主宰（2003年から、IKDSに改称）
代表作は、慶應大学SFCデザインスタジオ棟、cMA-1（元麻布コンバージョンプロジェクト）、酒田市公益ホール、 n-HA1 フォレシティ東麻布 、石神井公園の集合住宅他
慶應大学湘南藤沢デザインスタジオ棟で、日本建築学会作品選集  グッドデザイン賞建築部門 神奈川建築コンクール奨励賞 日経ニューオフィス推進賞 American Wood design Awards。広尾コーポラティブハウスで 東京建築賞共同住宅部門最優秀賞。青森市北国型集合住宅設計競技で審査員特別賞。国立国会図書館関西館建築設計競技で優秀作品賞。